# 王建立
王建立（？—941年），字延绩。辽州榆社（今山西榆社县）人。五代軍事人物。
早年是後唐代州刺史李嗣源部下，與契丹、后梁作战，屢建奇功，升任镇州节度副使（今河北正定县）、青州节度使（今山东益都）。王建立生性剛烈，“及位居方伯，为政严烈，闾里有恶迹者，必族而诛之。”百姓以“王垛毳”呼之。晚年信佛，皈依禅宗。天福六年（941年）卒。

## 延伸阅读
[在维基数据编辑]
 《舊五代史/卷91》，出自薛居正《舊五代史》
 《新五代史·卷46》，出自歐陽修《新五代史》